# Формантен
Формантен (фр. Formentin) насеље је и општина у северној Француској у региону Доња Нормандија, у департману Калвадос која припада префектури Лисје.
По подацима из 2011. године у општини је живело 215 становника, а густина насељености је износила 36,26 становника/km². Општина се простире на површини од 5,93 km². Налази се на средњој надморској висини од 100 метара (максималној 154 m, а минималној 74 m).

## Демографија
| 1962. | 1968. | 1975. | 1982. | 1990. | 1999. | 2011. |
| ----- | ----- | ----- | ----- | ----- | ----- | ----- |
| 108   | 151   | 133   | 151   | 191   | 206   | 215   |

График промене броја становника у току последњих година